# Eobruchia bruchioides
Eobruchia bruchioides là một loài rêu trong họ Bruchiaceae. Loài này được Müll. Hal. W.R. Buck mô tả khoa học đầu tiên năm 1979.